# Rolfing
Rolfing är en manuell behandlingsform inom alternativmedicinen.
Rolfing går ut på att befria kroppen från spänningar genom att återskapa en naturlig och fri hållning. Den bearbetar musklerna och bindvävnaden. Rolfing används för att rätta till felställningar i till exempel ryggraden, men påstås påverka hela människan på alla plan.
Inga av dessa påståenden har dock kunnat bevisas i vetenskapliga studier. 

## Historia
Rolfing lanserades av biokemisten dr Ida Rolf, som skapade begreppet rolfing. Hon utvecklade terapiformen under 1940- och 50-talen och startade ett institut i Colorado, USA.